# بيلي وليامز (حكم كرة قاعدة)
بيلي وليامز (بالإنجليزية: Billy Williams)‏ هو حكم كرة قاعدة ‏ أمريكي، ولد في 19 سبتمبر 1930، وتوفي في 22 سبتمبر 1998 في ديرفيلد بيتش في الولايات المتحدة بسبب نوبة قلبية.